# Bony
Bony – miejscowość i gmina we Francji, w regionie Hauts-de-France, w departamencie Aisne.
Według danych na styczeń 2014 roku gminę zamieszkiwały 144 osoby, a gęstość zaludnienia wynosiła 18,5 osób/km². Znajduje się tu Amerykański cmentarz wojenny w Bony a pod ziemią tunel dla statków.